# Kurt Poletti
Kurt Poletti (Zugo, 23 aprile 1960) è un bobbista svizzero.

## Biografia
Viene ricordato come vincitore di una medaglia d'argento nella sua disciplina, vittoria avvenuta ai campionati mondiali del 1981 (edizione tenutasi a Cortina d'Ampezzo, Italia) insieme ai connazionali Hans Hiltebrand, Franz Weinberger e Franz Isenegger
Nell'edizione l'oro andò alla Germania, il bronzo all'altra nazionale svizzera. Ai mondiali del 1983 vinse una medaglia d'oro nel bob a quattro.